# 私の帰る場所
『私の帰る場所』（Lead Me Home）は、ペドロ・コスとジョン・シェンク監督、Netflix配信による2021年のアメリカ合衆国の短編ドキュメンタリー映画である。第94回アカデミー賞短編ドキュメンタリー映画賞にノミネートされた。

## 内容
アメリカ合衆国西海岸で路上生活を送る人々を追う。

## 公開と評価
2021年11月30日に配信が始まった。
レビュー収集サイトのRotten Tomatoesでは5件のレビューで支持率は100%となっている。